# Daewoo Nubira
Daewoo Nubira este un automobil compact produs de către producătorul sud-coreean Daewoo Motors între anii 1997 și 2002.

Prima generație a acestui model, J100, a fost lansată în anul 1997 sub numele de Daewoo Nubira, comercializat până în 1999. Numele mașinii vine din cuvântul limbii coreene "Nubira'', care înseamnă "a merge pretutindeni". Modelul a fost proiectat ca înlocuitor pentru modelul fabricat pe platforma GM T, Daewoo Cielo și desenat de către compania italiană I.DE.A Institute. A fost disponibil atât în variante sedan cât și break.
În anul 2000, primei generații i-au fost aduse peste 90 de îmbunătățiri, fiind lansat ca modelul J150. Pe piața coreeană, J150 a fost comercializat ca Daewoo Nubira II. Exemple de îmbunătățiri ce pot fi prezentate sunt mărirea spațiului pentru pasageri, reducerea zgomotului și vibrațiilor, în principal venite de la motor, prin adăugarea celui de-al patrulea montant. În plus, designul exterior a fost îmbunătățit de către centrul Daewoo din Marea Britanie.
În 2003, Nubira  a fost înlocuit de modelul Daewoo Lacetti (J200), un design nou marca Pininfarina.

## Modele

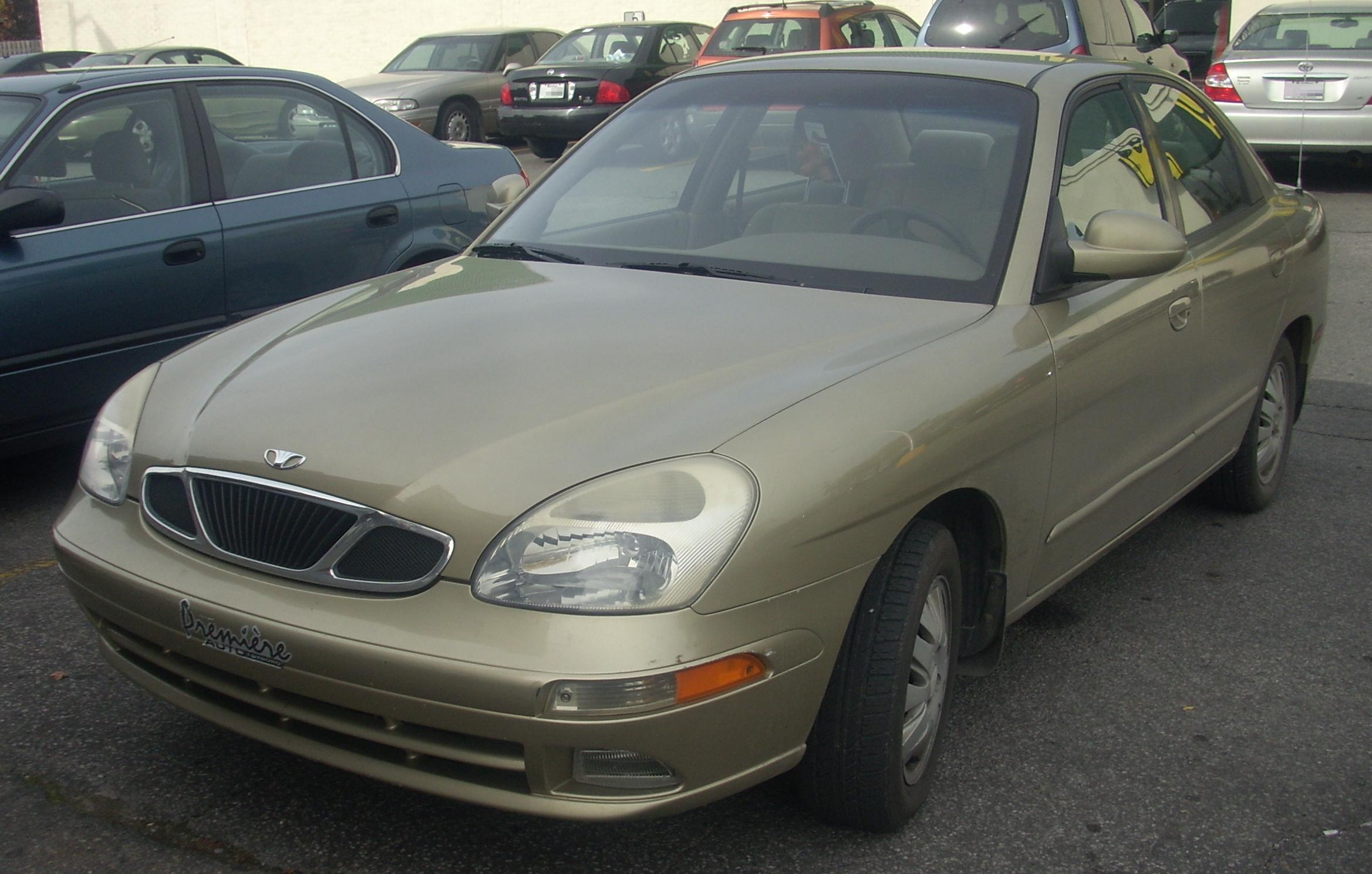
Daewoo Nubira II (J150)
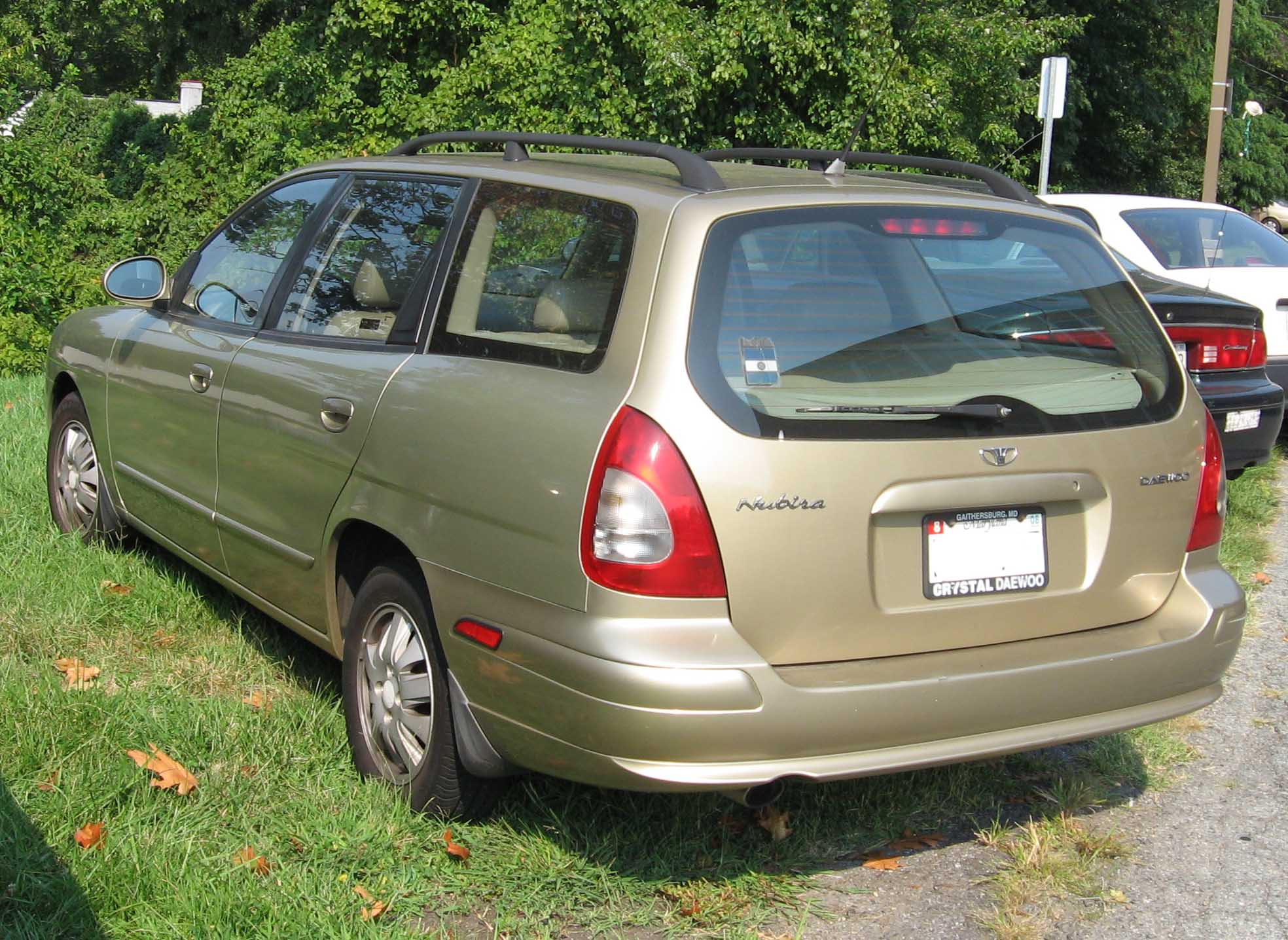
Daewoo Nubira break
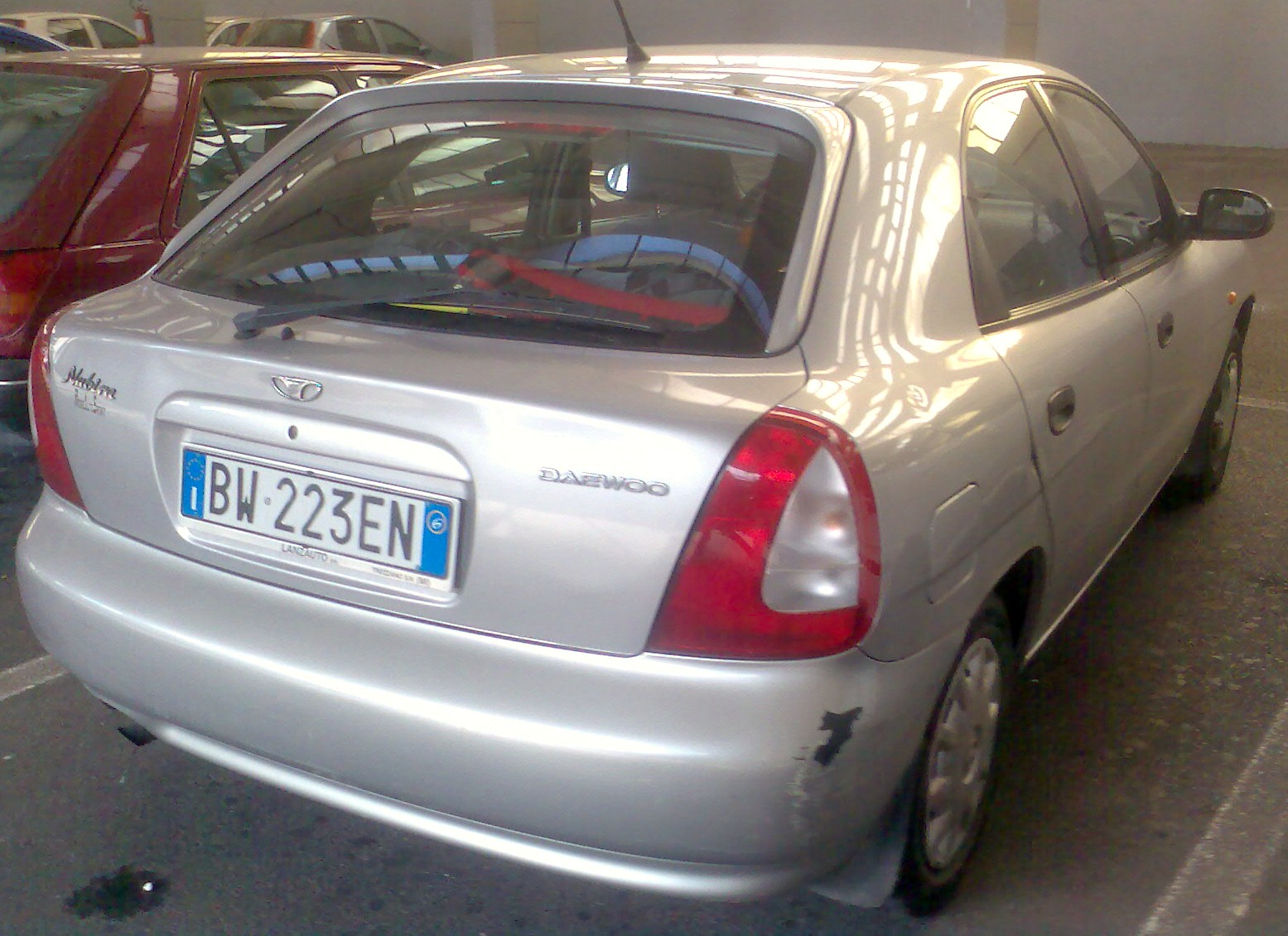
Daewoo Nubira hatchback